# وارن كارني
وارن كارني (بالإنجليزية: Warren Carney)‏ هو لاعب دوري الرغبي أسترالي، ولد في 8 أبريل 1978.